# 湖坊镇 (铅山县)
湖坊镇，是中华人民共和国江西省上饶市铅山县下辖的一个乡镇级行政单位。

## 行政区划
湖坊镇下辖以下地区：
湖坊街社区、吴家村、桥北村、安兰村、西山村、中李村、沙溪村、上港村、横塘村、枧山村、河东村和河西村。

## 名胜古迹
湖坊镇拥有一处江西省文物保护单位：
| 名称   | 编号 | 类型   | 所在         | 时代 | 图片 |
| ------ | ---- | ------ | ------------ | ---- | ---- |
| 澄波桥 |      | 古建筑 | 铅山县湖坊镇 | 清   |      |